# Zurab Azmaiparaixvili
Zurab Azmaiparaixvili (en georgià: ზურაბ აზმაიფარაშვილი); (nascut el 16 de març de 1960), és un jugador d'escacs georgià, que té el títol de Gran Mestre des de 1988. El 2004 la FIDE li va atorgar el títol de FIDE Senior Trainer, el màxim títol d'entrenador internacional.
Tot i que està inactiu des de setembre de 2009, a la llista d'Elo de la FIDE de desembre de 2022, hi tenia un Elo de 2637 punts, cosa que en feia el jugador número 1 de Geòrgia, i el 138è millor jugador al rànquing mundial. El seu màxim Elo va ser de 2702 punts, a la llista de juliol de 2003 (posició 17 al rànquing mundial).

## Resultats destacats en competició
El gener de 1980 va participar en el Campionat d'Europa juvenil a Groningen, i hi quedà subcampió (el campió fou Aleksandr Txernín).
Entre els seus millors resultats hi ha una performance de 2810 a l'Olimpíada de 1998, i la primera plaça a Pavlodar 1982, Moscou 1986, Albena 1986, Tbilisi 1986, i a Londres (Lloyds Bank Open) 1989. El 1990 empatà als llocs 1r-4t al fort torneig de la GMA de Moscou 1990, amb Mikhaïl Gurévitx, Aleksandr Khalifman i Ievgueni Baréiev.
El 2001 fou tercer al Campionat d'Europa individual celebrat a Ohrid, en guanyar al desempat per la medalla de bronze l'hongaresa Judit Polgár (el campió fou Emil Sutovsky). El 2003 fou Campió d'Europa a Istanbul.
L'agost - setembre de 2008, empatà al 2n lloc amb Wesley So al 1r obert Dragon Capital Vietnam (el campió fou Lê Quang Liêm). El 2010 va empatar als llocs 1r-2n al 1r Torneig de l'ASEAN a Singapur, i el va guanyar al desempat

## D'altres activitats en l'àmbit dels escacs
Azmaiparaixvili, com a FIDE Senior Trainer, va treballar amb l'actualment retirat exCampió del món Garri Kaspàrov, contra qui també va perdre un matx de partides ràpides i blitz per ½-5½ (el 2003).
Azmaiparaixvili és també actiu en l'àmbit de la política dels escacs, i ha estat president de la Federació Georgiana d'Escacs, directiu de l'European Chess Union i vicepresident de la FIDE.
L'agost de 2009, va fer de capità de l'equip d'escacs de l'Azerbaidjan que va guanyar el Campionat d'Europa d'escacs per equips a Novi Sad.

## Controvèrsies
En guanyar el Campionat d'Europa individual de 2003 a Istanbul, Azmaiparaixvili va admetre que havia fet trampes, retrocedint un moviment contra Vladimir Malakhov (qui va ser, finalment, segon). Mercès al fet que va retrocedir una molt mala jugada i en va fer una de bona, Azmaiparaixvili va aconseguir guanyar la partida i el torneig. En Malakhov podria haver reclamat, però va dir posteriorment que estava massa sorprès per reaccionar.
Azmaiparaixvili va ser protagonista de les notícies el 2004 quan, durant la cerimònia de cloenda de la XXXVI Olimpíada, a Calvià, fou detingut per la Guàrdia Civil, i retingut durant diversos dies. La relació dels organitzadors de l'esdeveniment cap a Azmaiparaixvili pel que sembla ja no era bona, atès que tot just arribar a Calvià, ja havia intentat obtenir (de franc) dues habitacions d'hotel, al·legant que tenia dret a una en la seva qualitat de vicepresident de la FIDE, i a una altra com a jugador en l'esdeveniment. La situació es va tensar més en la cerimònia de cloenda, quan es va acostar a l'escenari, pel que sembla en un intent d'informar els funcionaris de la FIDE que els organitzadors s'havien oblidat d'atorgar un premi anomenat en honor de l'exCampiona del Món Nona Gaprindaixvili. Azmaiparaixvili es va barallar amb els agents de seguretat, i tant ell com un agent de seguretat varen resultar ferits; la naturalesa exacta d'aquesta baralla està en qüestió, tot i que un comunicat de premsa dels organitzadors de l'Olimpíada posava la culpa sobre les espatlles d'Azmaiparaixvili, dient que després que havia intentat ser admès a l'escenari en diverses ocasions, "sense cap tipus de provocació prèvia, va agredir l'agent amb un cop de cap a la boca". La FIDE, d'altra banda, va culpar la seguretat d'excés de zel, dient en el seu comunicat de premsa que "Malgrat la seva identificació VIP, va ser severament colpejat per diversos guàrdies de seguretat". Azmaiparaixvili havia de comparèxer a judici el 22 de juliol de 2005, però finalment, els càrrecs en contra seva van ser retirats.
Azmaiparaixvili havia estat criticat ja anteriorment, a principis de 2004, en relació amb la preparació del Campionat del món femení de 2004, per les georgianes Lela Javakhixvili i Ana Matnadze, que el varen acusar de comportar-se "de manera hostil i intimidatòria, utilitzant llenguatge vulgar i inadequat".